# متن الساحل
متن الساحل (به عربی: متن الساحل) یک روستا در سوریه است که در استان طرطوس واقع شده‌است. متن الساحل ۲٬۱۰۱ نفر جمعیت دارد.